# Claudette Colbert

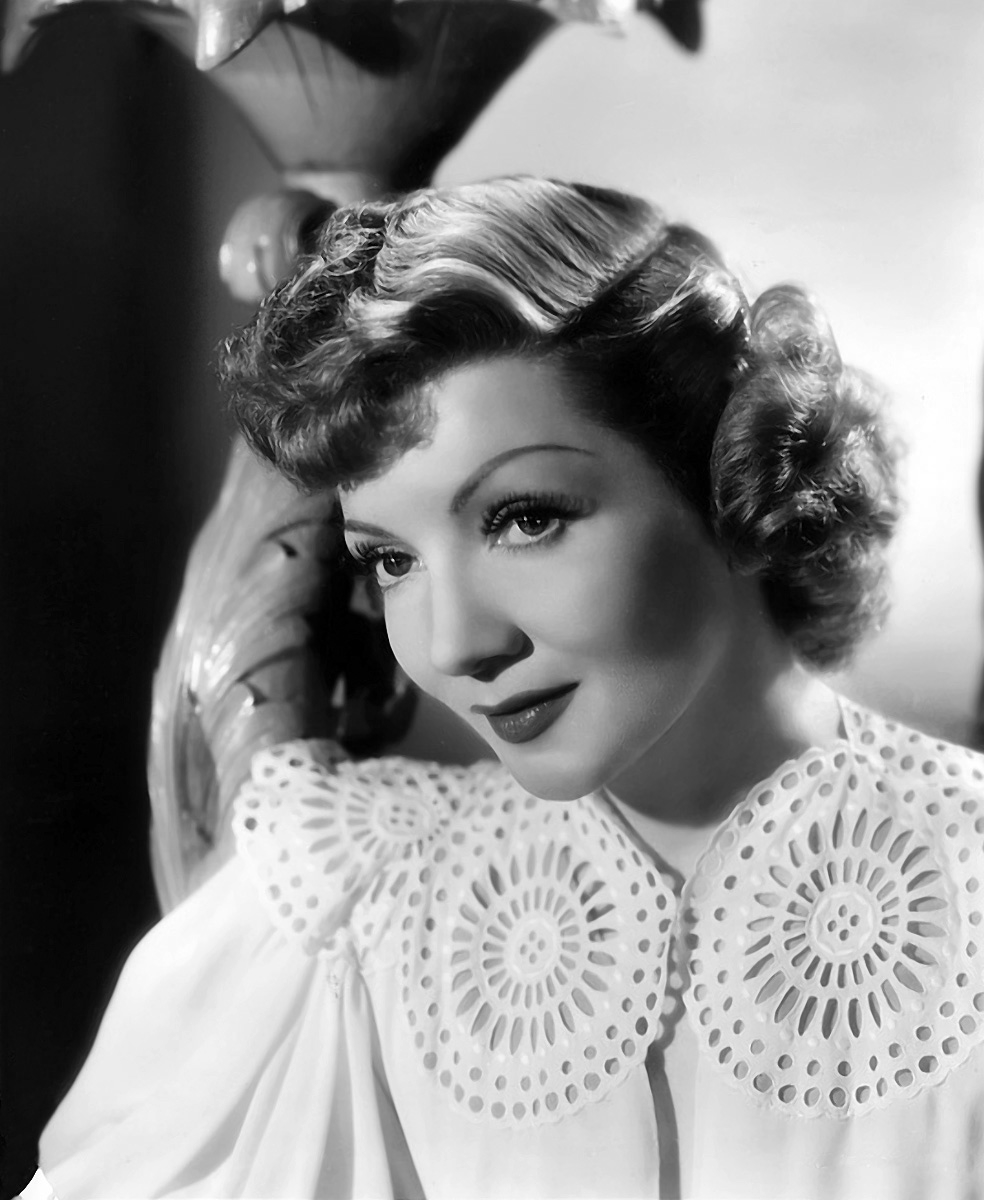
Claudette Colbert (1944)

Claudette Colbert (* 13. September 1903 in Saint-Mandé, Frankreich, als Émilie Chauchoin; † 30. Juli 1996 in Speightstown, Barbados) war eine französisch-US-amerikanische Schauspielerin, die in den 1930er und 1940er Jahren zu den beliebtesten und bestbezahlten weiblichen Stars in Hollywood zählte. Für ihren Auftritt in Es geschah in einer Nacht wurde  sie mit dem Oscar als beste Hauptdarstellerin ausgezeichnet. Im Laufe ihrer Karriere erhielt sie noch zwei weitere Nominierungen in dieser Kategorie.

## Leben
Claudette Colbert wurde unter dem Taufnamen Émilie Chauchoin als Tochter von Jeanne Marie (geborene Loew, 1877–1970) und Georges Claude Chauchoin (1867–1925) in Saint-Mandé geboren. Ihre Familie wanderte im Jahr 1906 in die Vereinigten Staaten aus und ließ sich in New York City nieder. Colberts Vater arbeitete in untergeordneter Position bei einer Geschäftsbank, die Mutter versuchte ohne Erfolg eine Karriere als Opernsängerin zu starten. Claudette Colbert absolvierte ihre Schulausbildung an der künstlerisch orientierten Washington Irving High School. Anschließend wollte sie zunächst Modedesignerin werden, erhielt aber durch ihre Bekanntschaft mit der Autorin Anne Morrison eine Drei-Zeilen-Rolle im Broadway-Stück The Wild Westcotts. Sie unterschrieb einen Fünfjahresvertrag beim Theaterproduzenten Albert H. Woods und hatte 1927 ihren Durchbruch in dem Stück The Barker. Im selben Jahr machte sie auch ihr Filmdebüt an der Seite von Ben Lyon in dem heute verschollenen Stummfilm For the Love of Mike von Frank Capra. Der Film war allerdings kein Erfolg. Auch war sie mit ihrer Leistung unzufrieden, weshalb sie erklärte, nie wieder einen Film drehen zu wollen.

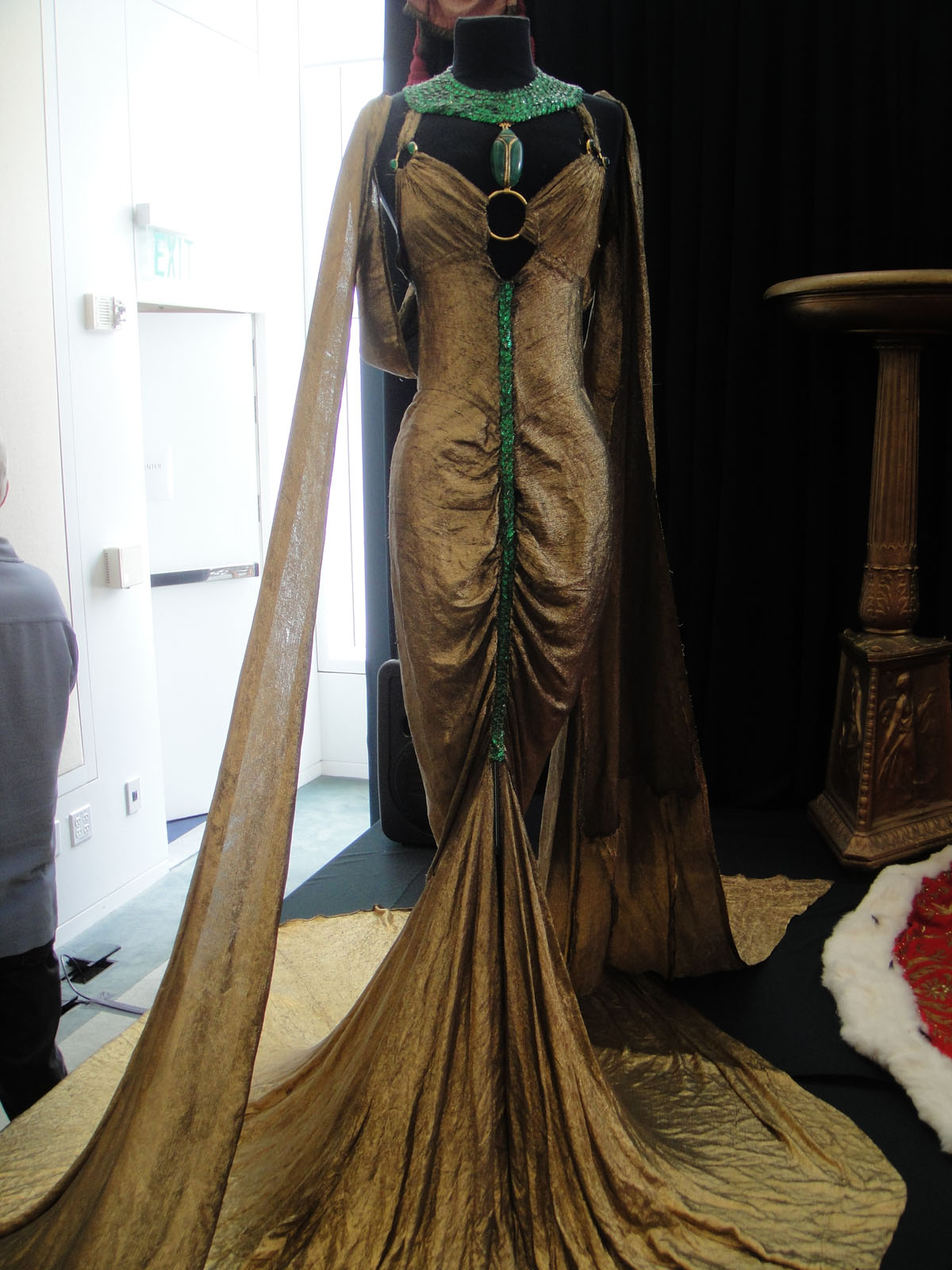
Ein von Colbert getragenes Kostüm als Kleopatra

Ein lukratives Angebot brachte Colbert dazu, bei den New Yorker Astoria Ateliers von Paramount Pictures wieder für den Film zu arbeiten. Anfang der 1930er Jahre drehte sie häufig die französischsprachigen Versionenfilme von Studioproduktionen, ein damals übliches Verfahren. Insgesamt blieb sie dem Studio über 15 Jahre vertraglich verbunden. Mit ihrer Rolle in Der lächelnde Leutnant neben Maurice Chevalier hatte sie unter der Regie von Ernst Lubitsch einen ersten Erfolg. Sie absolvierte danach in bunter Reihenfolge Auftritte in Melodramen, Komödien und als historische Gestalt in Monumentalfilmen. Cecil B. DeMille setzte sie 1932 als Poppaea Sabina neben Charles Laughton und Fredric March in Im Zeichen des Kreuzes ein. Der Regisseur war von der Schauspielerin so angetan, dass er sie für einige Filme verpflichtete, darunter besonders spektakulär und in glamourösen Kostümen von Travis Banton als Kleopatra in der gleichnamigen Verfilmung von 1934.
Im selben Jahr hatte Colbert, die bis dahin eine vielbeschäftigte Darstellerin mittlerer Popularität war, ihren Durchbruch als Hollywood-Star. Nachdem man ihr bei Columbia Pictures mit 50.000 Dollar das Doppelte ihres bisherigen Gehalts gezahlt und ihr eine Beendigung der Dreharbeiten in drei Wochen zugesichert hatte, übernahm sie die Hauptrolle der Ellie Andrews in Frank Capras Komödie Es geschah in einer Nacht (alle etablierten Schauspielerinnen in Hollywood hatten abgelehnt, etwa Constance Bennett, Miriam Hopkins und Margaret Sullavan). Die männliche Hauptrolle ging an Clark Gable, der von Studiochef Louis B. Mayer persönlich „bestraft“ wurde und von MGM an Columbia Pictures ausgeliehen wurde. Der Film entwickelte sich nach mäßigem Start zu einem der größten Erfolge des Jahres. Colbert und Gable wurden als beste Hauptdarsteller jeweils mit einem Oscar belohnt.

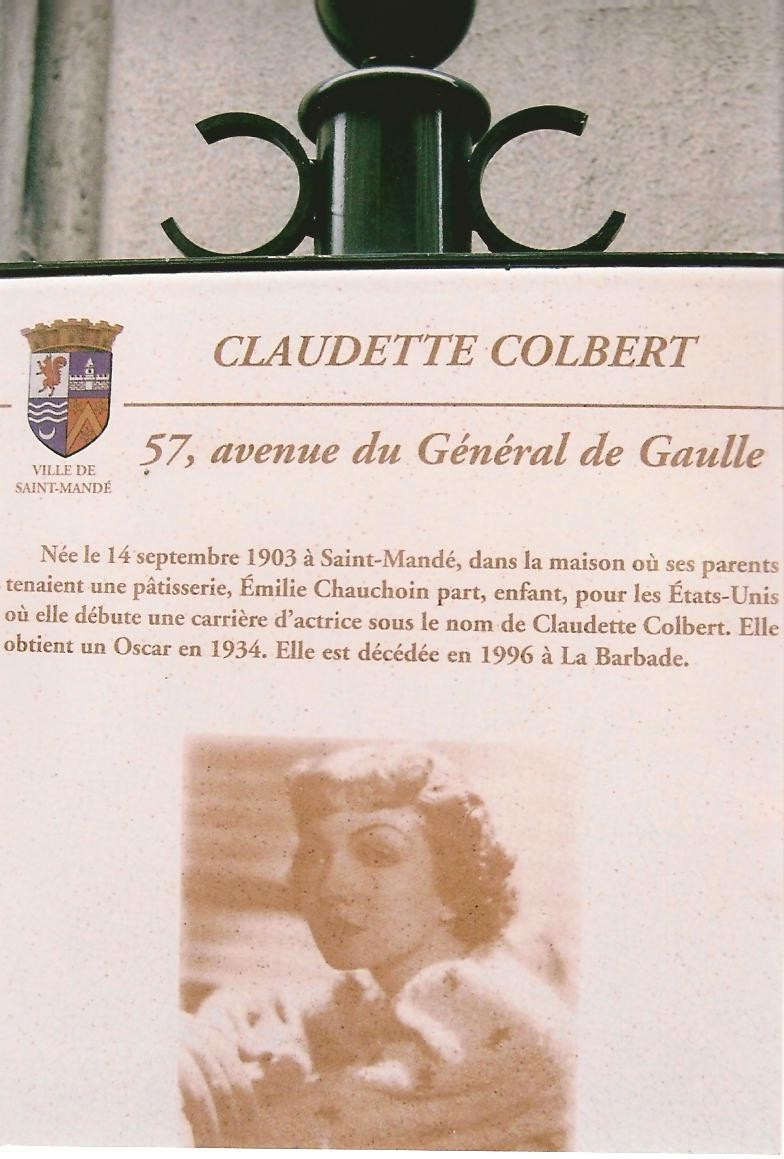
Gedenktafel vor Colberts Geburtsort

Colbert drehte später im Jahr bei Universal Pictures mit Frauen am Scheidewege ein tränenreiches Melodram um Rassenvorurteile und Mutterliebe unter der Regie von John M. Stahl, mit dem sie einen weiteren Hit an der Kinokasse verbuchen konnte. Paramount gab ihr nach der Rückkehr ins Studio eine größere Garderobe und gehaltvolle Rollen in erfolgreichen Komödien wie Frauen-Launen und Das Mädchen, das den Lord nicht wollte sowie in Oberarzt Dr. Monet, einem Drama über einen Psychiater mit Charles Boyer, Joel McCrea und Frances Dee, das der Schauspielerin 1935 eine weitere Oscar-Nominierung einbrachte. Gemeinsam mit Fred MacMurray, ihrem Co-Star aus Das Mädchen, das den Lord nicht wollte, drehte Colbert bis 1949 insgesamt sieben Filme; das Duo rivalisierte dabei mit William Powell und Myrna Loy um den Titel des perfekten Leinwandpaares.
1936 verdiente Colbert bereits 306.000 Dollar und war damit der höchstbezahlte weibliche Filmstar des Landes. Nach gelegentlichen Ausflügen in dramatische Rollen, so 1937 als eine der Hexerei angeklagte Puritanerin in Maid of Salem, die vom Publikum weniger goutiert wurden, konzentrierte sich Colbert auf leichte Komödien. Darunter befanden sich Klassiker wie Blaubarts achte Frau, Midnight – Enthüllung um Mitternacht, Atemlos nach Florida, Sturzflug ins Glück und Seine Frau ist meine Frau. Mitte der 1940er Jahre erreichte ihre Karriere den Höhepunkt. Mit ihrer Gage pro Film von 250.000 Dollar zählte sie zu den bestbezahlten Darstellern in Hollywood. Mutige Frauen präsentierte sie 1943 als Krankenschwester, die fürchterliche Qualen unter den Japanern nach dem Fall von Bataan zu erleiden hat. Paulette Goddard und Veronica Lake spielten Nebenrollen. Ein Jahr später war Colbert in der Selznick-Produktion Als du Abschied nahmst zu sehen, die fast 5,5 Millionen Dollar einspielte und ihr eine weitere Oscar-Nominierung als beste Hauptdarstellerin einbrachte. 1946 war sie mit dem Drama Geheimnis des Herzens erfolgreich, das Colbert als Witwe mit Liebeskummer zeigte. Im selben Jahr spielte sie neben George Brent und Orson Welles in Morgen ist die Ewigkeit eine junge Frau, deren totgeglaubter erster Ehemann, dargestellt von Welles, überraschend wieder auftaucht.
Nach dem Erfolg des Films Das Ei und ich, der 1947 in den Verleih kam und den Nebendarstellern Marjorie Main und Percy Kilbride als Ma und Pa Kettle ein eigenes Spin-off mit etlichen Filmen einbrachte, driftete die Karriere der Schauspielerin jedoch erstaunlich schnell in die Mittelmäßigkeit. 1948 scheiterte die Beteiligung in der Verfilmung des Broadway-Erfolgs Der beste Mann, da Produzent Frank Capra nicht auf Colberts Forderung nach einem weiteren Tag bezahlten Urlaub einging. Katharine Hepburn übernahm die Rolle. 1950 war die Schauspielerin die erste Wahl für die Hauptrolle in Alles über Eva, doch sie verstauchte sich bei einem Sturz während der Dreharbeiten zu Drei kehrten heim einen Wirbel und wurde am Ende durch Bette Davis ersetzt. In den darauffolgenden Jahren ließen die Angebote als Hauptdarstellerin für die mittlerweile fast 50-jährige Colbert nach. 1954 unternahm sie einen Ausflug zum französischen Film mit Auftritten in Liebe, Frauen und Soldaten und Versailles – Könige und Frauen.
Zu Beginn der 1960er Jahre beendete Colbert zunächst ihre Karriere vor der Kamera; in den Jahren zuvor war sie fast nur noch als Fernseh- und Theaterschauspielerin tätig gewesen. Sie spielte noch gelegentlich an verschiedenen Theatern und trat 1987 nach einem Vierteljahrhundert Pause in dem zweiteiligen Fernsehfilm The Two Mrs. Grenvilles an der Seite von Ann-Margret ein letztes Mal vor die Kamera. Für ihre Darstellung erhielt sie einen Golden Globe als beste Nebendarstellerin sowie eine Emmy-Nominierung in derselben Kategorie.

## Privates
Colbert war dafür bekannt, bei Profilaufnahmen nur ihre linke Gesichtshälfte zu zeigen, was zu teilweise teuren Umbauarbeiten auf den Sets führte. Wie Greta Garbo soll auch sie als Schauspielerin rigoros auf die Einhaltung der vertraglich vereinbarten Arbeitszeiten gedrängt haben; sie drehte niemals nach 17 Uhr und am Nachmittag keine Nahaufnahmen.
Ab 1928 war Colbert rund sieben Jahre lang mit dem Regisseur Norman Foster verheiratet. Wenige Monate nach der Scheidung heiratete sie den Arzt Joel Pressman, mit dem sie bis zu dessen Tod im Jahr 1968 zusammen war. Ihren Lebensabend verbrachte die Schauspielerin in großem Luxus auf der Karibikinsel Barbados, wo sie eine Villa in prachtvoller Lage besaß und nach ihrem Tod im Jahr 1996 auf dem Godings Bay Church Cemetery in Speightstown beigesetzt wurde. 

## Filmografie
- 1927: For the Love of Mike (heute verschollen)
- 1929: Das Loch in der Wand (The Hole in the Wall)
- 1929: The Lady Lies
- 1930: Young Man of Manhattan
- 1930: The Big Pond
- 1930: Manslaughter
- 1930: La grande mare
- 1930: L’énigmatique Monsieur Parkes
- 1931: Honor Among Lovers
- 1931: Der lächelnde Leutnant (The Smiling Lieutenant)
- 1931: Secrets of a Secretary
- 1931: His Woman
- 1932: The Wiser Sex
- 1932: The Misleading Lady
- 1932: The Man from Yesterday
- 1932: Make Me a Star
- 1932: The Phantom President
- 1932: Im Zeichen des Kreuzes (The Sign of the Cross)
- 1933: Aufruhr in Utopia (Tonight Is Ours)
- 1933: I Cover the Waterfront
- 1933: Ein Stück vom Mond (Three-Cornered Moon)
- 1933: Torch Singer
- 1934: Four Frightened People
- 1934: Es geschah in einer Nacht (It Happened One Night)
- 1934: Cleopatra
- 1934: Frauen am Scheidewege (Imitation of Life)
- 1935: Das Mädchen, das den Lord nicht wollte (The Gilded Lily)
- 1935: Oberarzt Dr. Monet (Private Worlds)
- 1935: She Married Her Boss
- 1935: Frauen-Launen (The Bride Comes Home)
- 1936: Unter zwei Flaggen (Under Two Flags)
- 1937: Im Kreuzverhör (Maid of Salem)
- 1937: Pariser Bekanntschaft (I Met Him in Paris)
- 1937: Tovarich
- 1938: Blaubarts achte Frau (Bluebeard’s Eighth Wife)
- 1939: Zaza
- 1939: Enthüllung um Mitternacht (Midnight)
- 1939: Drunter und drüber (It’s a Wonderful World)
- 1939: Trommeln am Mohawk (Drums Along the Mohawk)
- 1940: Der Draufgänger (Boom Town)
- 1940: Arise, My Love
- 1941: Eheposse (Skylark)
- 1941: Echo der Jugend (Remember the Day)
- 1942: Atemlos nach Florida (The Palm Beach Story)
- 1943: Keine Zeit für Liebe (No Time for Love)
- 1943: Mutige Frauen (So Proudly We Hail!)
- 1944: Als du Abschied nahmst (Since You Went Away)
- 1944: Sturzflug ins Glück (Practically Yours)
- 1945: Seine Frau ist meine Frau (Guest Wife)
- 1946: Morgen ist die Ewigkeit (Tomorrow Is Forever)
- 1946: Without Reservations
- 1946: Geheimnis des Herzens (The Secret Heart)
- 1947: Das Ei und ich (The Egg and I)
- 1948: Schlingen der Angst (Sleep, My Love)
- 1948: Fünf auf Hochzeitsreise (Family Honeymoon)
- 1949: Noras schwache Stunde (Bride for Sale)
- 1950: Drei kehrten heim (Three Came Home)
- 1950: Die schwarze Lawine (The Secret Fury)
- 1951: Schwester Maria Bonaventura (Thunder on the Hill)
- 1951: Let’s Make It Legal
- 1952: Weiße Frau im Dschungel (The Planter's Wife)
- 1954: Liebe, Frauen und Soldaten (Destinées)
- 1954: Versailles – Könige und Frauen (Si Versailles m'était conté)
- 1954/1955: The Best of Broadway (Fernsehserie, zwei Folgen)
- 1955: The Ford Television Theatre (Fernsehserie, zwei Folgen)
- 1955: Climax! (Fernsehserie, zwei Folgen)
- 1955: Des Teufels rechte Hand (Texas Lady)
- 1956: Ford Star Jubilee (Fernsehserie, eine Folge)
- 1956: Blithe Spirit (Fernsehfilm)
- 1956: Robert Montgomery Presents (Fernsehserie, eine Folge)
- 1957: Playhouse 90 (Fernsehserie, eine Folge)
- 1957: Telephone Time (Fernsehserie, eine Folge)
- 1957/1960: Abenteuer im wilden Westen (Zane Grey Theater; Fernsehserie, zwei Folgen)
- 1958: General Electric Theater (Fernsehserie, eine Folge)
- 1958: Colgate Theatre (Fernsehserie, eine Folge)
- 1958: Suspicion (Fernsehserie, eine Folge)
- 1959: The Bells of St. Mary’s (Fernsehfilm)
- 1961: Sein Name war Parrish (Parrish)
- 1987: Society (The Two Mrs. Grenvilles) (Fernsehzweiteiler)

## Auszeichnungen
Oscar als beste Hauptdarstellerin
- 1935 – Oscar für Es geschah in einer Nacht
- 1936 – nominiert für Oberarzt Dr. Monet
- 1945 – nominiert für Als du Abschied nahmst

Emmy
- 1987 – nominiert in der Kategorie „Outstanding Supporting Actress in a Miniseries or a Special“ für Society

Golden Globe Award
- 1988 – Golden Globe als beste Nebendarstellerin – Serie, Mini-Serie oder TV-Film für Society

Tony Award
- 1959 – nominiert als beste Hauptdarstellerin für The Marriage-Go-Round

Weitere
- 1960: Stern auf dem Hollywood Walk of Fame (6812 Hollywood Blvd.)
- 1990: Preis für das Lebenswerk beim Festival Internacional de Cine de San Sebastián